# 两傻大闹太空
《两傻大闹太空》（Riots in the Outer Space）是香港一套上映於1959年8月13日的电影，講述爆竹厂工人张三元与王丁西，偷偷制作雷神火箭，但是失敗並引起爆炸；两人其後住院，並於住院期間同时梦游太空。 該片被認為具娱乐性，有教育意味，亦是中国第一部科学知识太空探险奇情喜劇。

## 工作人员
导演：王天林
监制：锺启文
副導演：蔣光超
出品公司：國際電影懋業有限公司
美術：費伯夷、包天鳴
剪接：王朝曦
化妝：方圓
攝影：逄思
配樂：綦湘棠
製片：宋淇
錄音：孫冰韻  

## 演员
刘恩甲
丁皓
李义之